# Râul Valea Curii
Râul Valea Curii este un curs de apă, afluent al râului Iada.